# Joachim Kroll
Pour les articles homonymes, voir Kroll.
Joachim Kroll (17 avril 1933 – 1er juillet 1991) est un tueur en série allemand, surnommé « Le cannibale de la Ruhr »  (Ruhrkannibale). Il a été condamné pour huit meurtres, mais en a avoué quatorze.

## Biographie
Fils d'un mineur de Hindenburg en Haute-Silésie, Kroll est le sixième d'une fratrie de huit enfants. C'était un enfant faible qui souffre d'énurésie nocturne. Son instruction est minime ; les psychiatres déterminent que son QI ne s'élève qu'à 76. Après la fin de la Seconde Guerre mondiale, la famille de Kroll déménage en Rhénanie-du-Nord-Westphalie.
Kroll commence à tuer en 1955, après la mort de sa mère. Vers 1960, il part à Duisbourg et y trouve du travail en tant que préposé aux toilettes pour la société Mannesmann. Il travaille ensuite pour Thyssen et s'installe à Laar (de), un quartier de Duisbourg, où il reprend ses meurtres.

## Liste des victimes connues
- 8 février 1955 : Irmgard Strehl, 19 ans, violée et poignardée. Son corps éviscéré a été trouvé dans une grange à Lüdinghausen.
- 3 mars 1956 : Erika Schuletter, 12 ans, violée et étranglée à Kirchhellen, qui fait maintenant partie de Bottrop[1].
- 16 juin 1959 : Klara Frieda Tesmer, 24 ans, assassinée dans les prés du Rhin.
- 26 juillet 1959 : Manuela Knodt, 16 ans, violée et étranglée dans un parc d'Essen. Des tranches de chair ont été découpées de ses fesses et de ses cuisses.
- 23 avril 1962 : Petra Giese, 13 ans, violée et étranglée à Dinslaken-Bruckhausen
- 4 juin 1962 : Monika Tafel, 13 ans, tuée à Walsum, tranches de chair découpées de ses fesses.
- 3 septembre 1962 : Barbara Bruder, 12 ans, enlevée à Burscheid. Son corps n'a jamais été retrouvé.
- 22 août 1965 : Hermann Schmitz, 25 ans, et sa petite amie Marion, ont été attaqués pendant qu'ils se reposaient dans une voiture dans une ruelle à Duisburg-Großenbaum. Hermann est tué (seule victime masculine de Kroll), mais Marion s'est échappée.
- 13 septembre 1966 : Ursula Rohling, 20 ans, étranglée près de Duisbourg. Son ami s'est suicidé après avoir été faussement accusé du crime.
- 22 décembre 1966 : Ilona Harke, 5 ans, violée et noyée dans un fossé à Wuppertal.
- 12 juillet 1969 : Maria Hettgen, 61 ans, violée et étranglée à Essen.
- 21 mai 1970 : Jutta Rahn, 13 ans, étranglée pendant son parcours de chez elle à une station de train.
- 8 mai 1976 : Karin Toepfer, 10 ans, violée et étranglée à Voerde.
- 3 juillet 1976 : Marion Ketter, 4 ans, assassinée.

## Capture
Le 3 juillet 1976, Kroll est arrêté pour l'enlèvement et le meurtre de Marion Ketter, quatre ans.
Pendant que la police se rend chez Kroll, un voisin aborde un policier et lui déclare que le vide-ordure de son immeuble est bloqué vers le haut, et que lorsqu'il a demandé à Kroll s'il savait ce qui le bloquait, Kroll a simplement répondu : « des entrailles ». Sur cette déclaration, la police monte à l'appartement de Kroll et découvre le corps découpé de Marion Ketter. Quelques morceaux se trouvent dans le réfrigérateur, une main cuit dans une casserole d'eau bouillante et les intestins sont retrouvés coincés dans le vide-ordure.
Kroll est immédiatement arrêté. Il admet avoir tué Marion Ketter et fournit des détails concernant quatorze autres meurtres et d'une tentative de meurtre durant les deux dernières décennies. Il indique qu'il a souvent découpé des parties de chair de ses victimes pour les faire cuire et les manger, déclarant qu'il a fait cela pour soulager ses factures d'épicerie. Il pense que la justice le déclarera irresponsable pénalement, pour troubles psychiques, et lui prescrira une simple cure qui le guérirait de ses pulsions meurtrières, et le libérera rapidement.

## Procès et condamnation
Kroll est jugé pour huit meurtres et une tentative de meurtre. En avril 1982, après un procès de 151 jours, il est reconnu coupable de toutes les charges dont il est accusé, et reçoit neuf condamnations à perpétuité.

## Mort
Kroll meurt d'une crise cardiaque en 1991 à la prison de Rheinbach, près de Bonn.

## Documentaire télévisé
- « Joachim Kroll : le cannibale de la Ruhr » dans Portraits de criminels sur RMC Story et sur RMC Découverte.